# Goiandira
Goiandira is een gemeente in de Braziliaanse deelstaat Goiás. De gemeente telt 5.081 inwoners (schatting 2009).

## Aangrenzende gemeenten
De gemeente grenst aan Catalão, Cumari, Ipameri en Nova Aurora.